# Под Комыном верхний
Под Ко́мыном верхний (укр. Під Ко́мином верхній) — каскад водопадов в Украинских Карпатах (массив Горганы). Расположен в пределах Ивано-Франковского района Ивано-Франковской области, южнее села Пороги.
Общая высота перепада воды — ок. 12 м. Водопад образовался на небольшом горном потоке (правый приток р. Быстрицы Солотвинской), который течёт по крутому склону горы Комын, в месте выхода на поверхность мощных флишевых скал. Водопад сравнительно доступный и малоизвестен.
Ниже по течению на расстоянии примерно 200 м, расположен водопад Под Комыном.

## Фото и видео

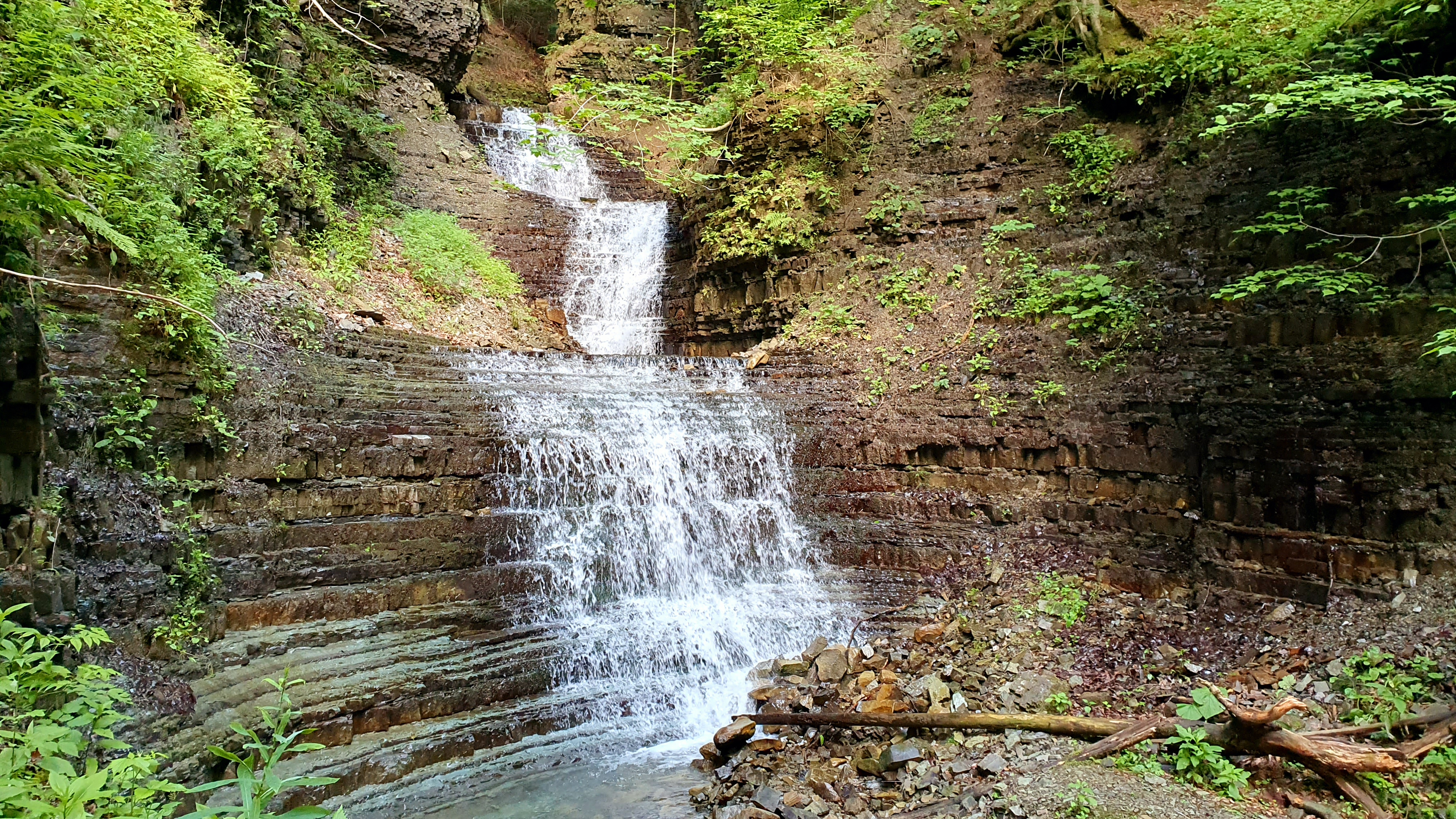
Водопад летом
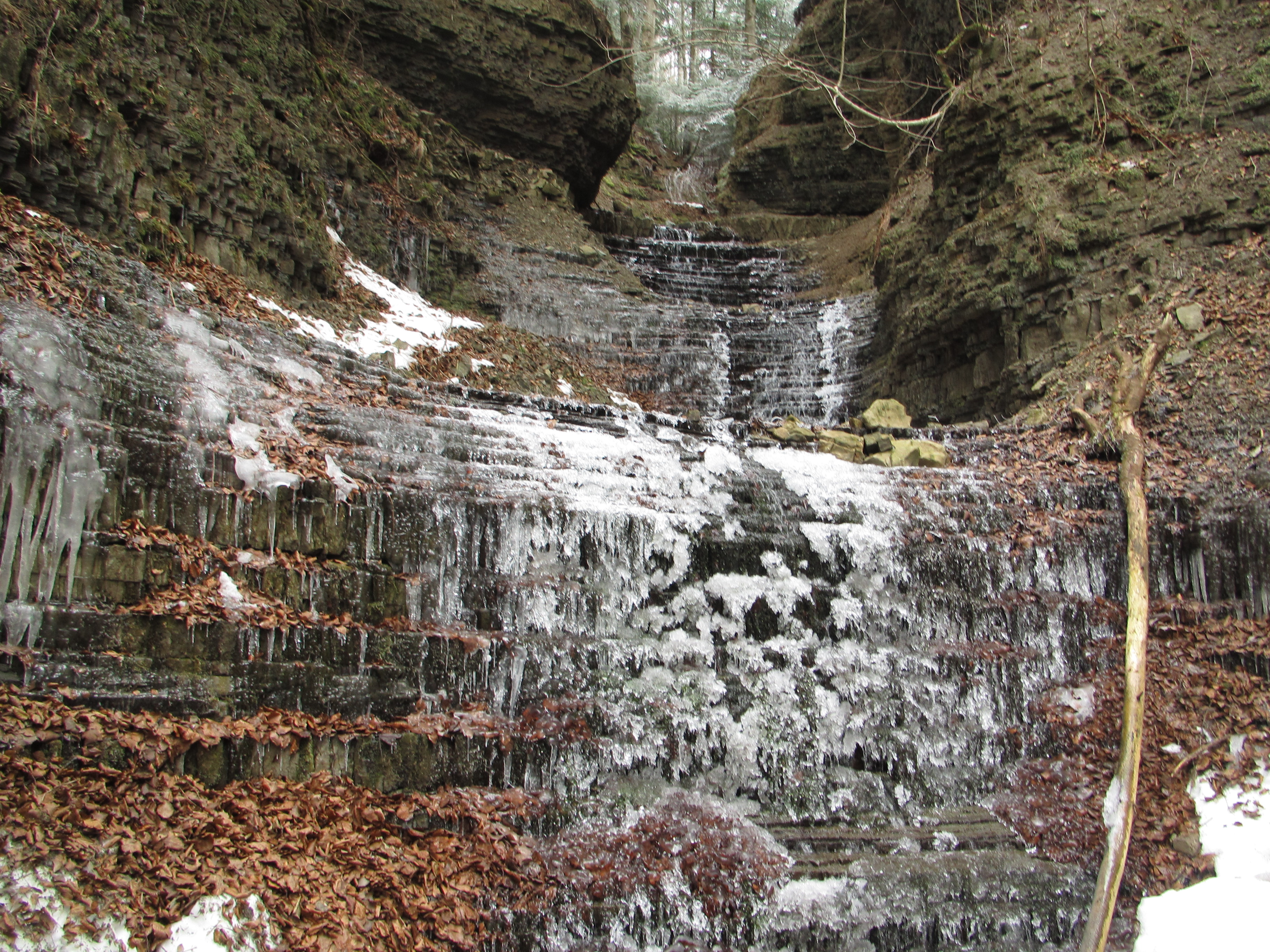
Водопад зимой
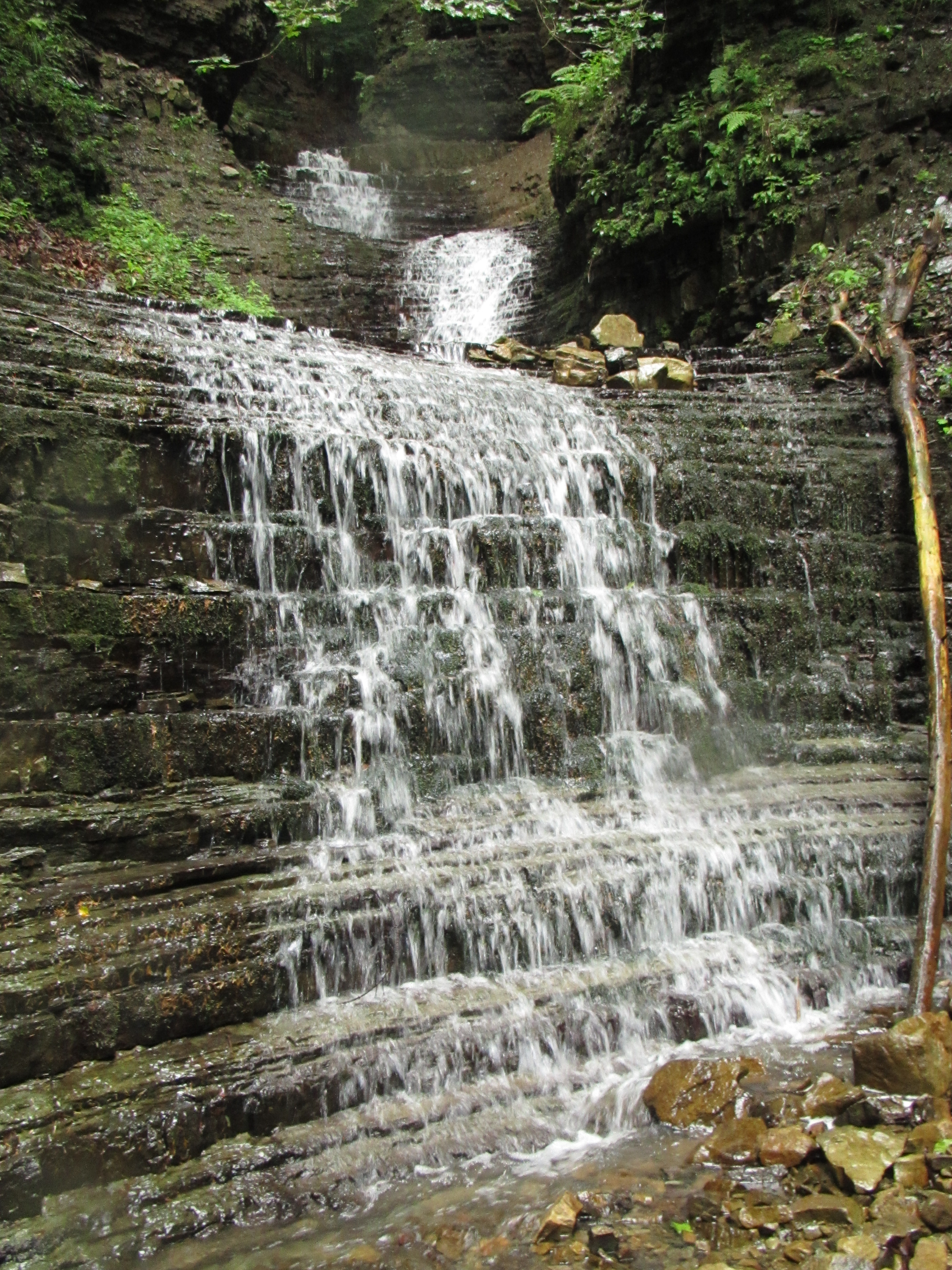
Водопад вблизи
- Видео водопада